# Miyagi Michio

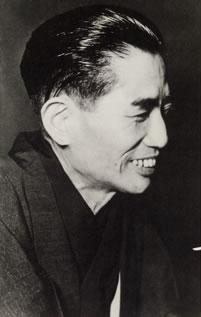
Miyagi Michio

Miyagi Michio (japanisch 宮城 道雄; * 7. April 1894 in Kōbe; † 25. Juni 1956 in Kariya) war ein japanischer Koto-Spieler und Komponist. 

## Leben und Wirken
Miyagi Michio wurde als Sohn eines Verwalters eines Tee-Geschäftes geboren, das einem Amerikaner gehörte. So kam er früh mit westlicher Musik in Verbindung. Miyagi erblindete im Alter von acht Jahren, war Schüler des Koto-Lehrers Nakajima Kengyō II. (二代 中島 検校) und trat elfjährig unter dem Namen Nakasuga Michio auf. 1897 kam er nach Korea, wo er den Grad eines Kotomeisters erlangte. Seit 1917 lebte er als Koto-Virtuose in Tokio. Er entwickelte selbst einige neue Formen des Koto: das siebzehnsaitige Jūshichi Gen (十七絃), das achtzigsaitige Hachijū Gen (八十絃), das sowohl für traditionelle japanische als auch abendländische Musik geeignet ist, und das Tan-Goto (短琴), außerdem das Dai-Kokyū (大胡弓), eine große chinesische Fiedel. 
1925 trat er erstmals im Rundfunk auf, wo er Koto-Kurse gab. Hierfür wurde er 1950 mit dem Kulturpreis der NHK ausgezeichnet. Seit 1930 unterrichtete an der Kunstuniversität von Tokio. 1948 wurde er Mitglied der japanischen Kunstakademie. 1953 gewann er den ersten Preis beim International Folk Dance Music Festival in Biarritz und Pamplona. Am 25. Juni 1956 stürzte er bei einer Fahrt nach Osaka aus dem Zug und verstarb im Krankenhaus von Kariya. 
Miyagi komponierte über eintausend Werke für Koto, einige davon mit Instrumental- oder Orchesterbegleitung. In seinen Werken verschmolz er traditionelle japanische Musik mit westeuropäischen Einflüssen zu einem eigenen Stil, „Neujapanische Musik“ (新日本音楽, Shin Nihon ongaku). Die Kompositionen sind meistens für japanische Instrumente geschrieben, aber gelegentlich auch für westliche Instrumente, wie bei seinem bekannten Stück „Meer im Frühling “ (春の海; Haru no umi) aus dem Jahr 1929. 